# 貝沙沙
貝沙沙（Beshasha）是埃塞俄比亞中部奧羅米亞州吉馬地區的小鎮，毗鄰阿加羅。根據埃塞俄比亞中央統計局2005年人口普查的資料，貝沙沙人口約2,624，其中男性1,320人，女性1,304人。2006年10月14日，300名手持刀槍的穆斯林襲擊一批沒有武器的埃塞俄比亞正教徒，造成6死15傷。